# Наш бронепоезд
«Наш бронепоезд» — художественный фильм режиссёра Михаила Пташука, снятый на студии «Беларусьфильм» в 1988 году.

## Сюжет
События фильма разворачиваются в майские дни 1966 года. Николай Дмитриевич Кузнецов, ветеран Великой Отечественной войны, выезжает с семьёй на природу. Там они встречают другую семью отдыхающих и решают расположиться вместе.
Неожиданно глава другого семейства узнаёт в Николае Дмитриевиче бывшего лагерного охранника. Николай Кузнецов никогда не рассказывал об этом своим детям, но после войны на протяжении девяти месяцев он действительно охранял лагерь, где отбывали срок в основном националисты из Западной Белоруссии, Западной Украины и Литвы. Сын Кузнецова беседует с этим бывшим заключённым, а на следующий день и с отцом. Эта беседа переходит в ругань.
Ища поддержки Николай Дмитриевич рассказывает о своей лагерной службе у себя на заводе. Но от рабочих он не получает одобрения и понимания, а некоторых вообще пугает эта тема. Его начинают попрекать лагерной службой, а разговор с одним из товарищей вообще переходит в драку.
Кузнецова вызывает парторг и требует, чтобы тот извинился перед избитым им рабочим и перестал вести в цеху разговоры на лагерную тему. Николай Дмитриевич не понимает, почему? Он честный и порядочный человек. Он выполнял приказ, то есть действовал правильно против «врагов народа» («царских тиранов», «капиталистов» и «помещиков»), он служил Родине. Почему об этом нельзя говорить и почему теперь этого нужно стыдиться? Парторг неумолим и даже угрожает исключением из партии, если такие разговоры будут продолжаться.
Кузнецов решает навестить своих прежних сослуживцев, в том числе и своего прежнего начальника. Он хочет услышать от них подтверждение тому, что всё они тогда делали правильно. Но в разговорах с ними у него начинает меняться отношение к прошлому и к своему месту в нём…

## В ролях
- Владимир Гостюхин — Николай Дмитриевич Кузнецов
- Михаил Ульянов — Иван Саввич
- Алексей Петренко — Василий Васильевич Пухов
- Александр Филиппенко — Юрий Петров
- Леонид Неведомский — парторг завода
- Наталья Попова — жена Кузнецова
- Максим Ждановских — Алёша, сын Кузнецова
- Валерий Приёмыхов — Евгений Маркович Рудич, политзаключенный
- Елена Прудникова — Лидия Васильевна, жена Рудича
- Иван Агафонов — эпизод
- Александр Аржиловский — эпизод
- Виталий Быков — посетитель ресторана
- Андрей Бубашкин — милиционер в ресторане
- Валентин Букин — толстяк-задира в ресторане
- Анна Дубровина — эпизод
- Андрей Дударенко — Иван Васильевич, рабочий
- Мария Захаревич — эпизод
- А. Калашникова — эпизод
- Елена Козлитина — Оля, жена Юрия Петрова
- О. Косихин — эпизод
- Владимир Кулешов — рабочий
- Михаил Мелешко — эпизод
- Любовь Румянцева — эпизод
- Виктор Тарасов — эпизод
- Татьяна Трескунова — эпизод
- Александр Тимошкин — посетитель ресторана
- Н. Худолеева — эпизод
- Роман Подоляко — Боря, сын Рудича
- Инна Алексеева — Наташа, дочь Рудича
- Наташа Назарова — Лена, младшая дочь Кузнецова
- Наталия Потапова — эпизод, нет в титрах
- Владимир Станкевич — посетитель ресторана, нет в титрах
- Валера Канищев — эпизод, нет в титрах

## Съёмочная группа
- Режиссёр: Михаил Пташук
- Сценарист: Евгений Григорьев
- Оператор: Юрий Елхов
- Композиторы: Олег Янченко, Сергей Рахманинов
- Художник: Владимир Дементьев
- Директор картины: Алексей Круковский

## Призы
- 1989 — Приз «За лучшую мужскую роль» Владимиру Гостюхину на МКФ «Фестиваль свободы» в Сопоте (Польша).
- 1989 — Приз «За лучшую мужскую роль» Михаилу Ульянову, Александру Филиппенко, Владимиру Гостюхину на Всесоюзном кинофестивале «Созвездие».
- 1990 — Приз «Ника» Александру Филиппенко «За лучшую роль второго плана»[1].

## Создание и выпуск
Сценарий фильма «Наш бронепоезд» был написан Евгением Григорьевым ещё в конце 60-х годов.

«Фильм „Наш бронепоезд“ — первая попытка рассказать об изуверах сталинских лагерей. Госкино СССР приняло картину с восторгом, но министр боялся её выпускать. Шёл 1988-й, и прецедентов ещё не было. Придумали так. На время отпуска Горбачёву Госкино вместе с КГБ готовили комплект фильмов для просмотра на известной даче в Форосе. Всем было известно: эта чета кино любит, особенно картины про итальянскую мафию. К слову, появление знаменитого „Спрута“ на телеэкранах — именно их заслуга. Только западные картины генсек смотреть, естественно, не мог. Детективы „разбавляли“ советскими лентами, разными, в том числе и теми, которые боялись запускать. Когда Горбачёв посмотрел „Наш бронепоезд“, он позвонил Камшалову и назвал мою работу первым фильмом перестройки. Звонила и Раиса Максимовна. Фильм пошёл на экраны»— Михаил Пташук в интервью Валерию Пинчуку, январь 1993 года («Белорусская нива» #16, 26 января 2013 года).